# Elginerpeton
Elginerpeton (Elginerpeton pacheni) – bazalny czworonóg, forma przejściowa między rybami a płazami.
Początkowo zaklasyfikowany do ryb mięśniopłetwych, w latach 90. XX w. przez Pera Ahlberga uznany za wczesnego czworonoga.
Opisany na podstawie fragmentów obręczy kończyny górnej, stawu biodrowego, kości udowej, kości piszczelowej oraz szczęk. Jego szczęki wykazują cechy charakterystyczne zarówno dla ryb, jak i dla czworonogów. Prawdopodobna długość ciała wynosiła ok. 1,5 m.
Żył w okresie późnego dewonu (ok. 380 mln lat temu) na terenach obecnej Szkocji.